# جون ميرفي
جون ميرفي (بالإنجليزية: John Murphy (Alabama))‏ (و. 1786 – 1846 م) هو سياسي، ومحام من الولايات المتحدة الأمريكية ولد في كولومبيا، كارولاينا الشمالية.
تولى منصب قائمة حكام ولاية ألاباما .وهو عضو في الحزب الديمقراطي الأمريكي .